# Münschecker
Münschecker är en ort i Luxemburg.   Den ligger i distriktet Grevenmacher, i den östra delen av landet, 24 km öster om huvudstaden Luxemburg. Münschecker ligger 191 meter över havet och antalet invånare är 152.
Terrängen runt Münschecker är platt åt nordväst, men åt sydost är den kuperad. Münschecker ligger nere i en dal.  Närmaste större samhälle är Grevenmacher, 2,1 km söder om Münschecker. 
Omgivningarna runt Münschecker är en mosaik av jordbruksmark och naturlig växtlighet. Runt Münschecker är det ganska tätbefolkat, med 129 invånare per kvadratkilometer.